# Jana Ebertová
Jana Ebertová (7. května 1920, Praha – 10. listopadu 2010, Brno) byla česká herečka a recitátorka.

## Život a kariéra
Narodila se 7. května 1920 v Praze do rodiny JUDr. Jana Eberta. Studovala na gymnáziu J. G. Masarykové v Praze. Studium ukončila v roce 1939. Během studia navštěvovala kroužek studentského divadla. Soukromě studovala herectví u herečky Loly Skrbkové až do roku 1942. V tomto roce nastoupila do angažmá v zájezdovém divadle Nová scéna Východní Čechy. Před tím již vystupovala v žižkovském divadle Akropolis. Po válce nastoupila do Státního divadla v Ostravě, kde působila v letech 1948–1952.
V letech 1952–1960 byla v angažmá v Divadle J. Fučíka v Brně, v letech 1960–1976 působila na scéně Divadla bratří Mrštíků v Brně. Významná se stala její spolupráce s brněnským studiem Československého rozhlasu, kde se zúčastnila natáčení mnoha rozhlasových her a seriálů. V roce 1975 odešla do důchodu.
Jejím manželem byl dirigent Prof. PhDr. Otakar Trhlík (19. ledna 1922 – 27. srpna 2005), se kterým měla dvě děti, syna Michala (* 1951) a dceru Barboru (* 1953).

## Dílo

### Film a TV
- 1939 – Cesta do hlubin študákovy duše ... septimánka Zdeňka Chalupová
- 1940 – Vy neznáte Alberta? ... Jiřina Bezděková
- 1940 – To byl český muzikant ... Cilinka, dcera řídicích
- 1940 – Poslední Podskalák ... Klára, dcera Králových
- 1940 – Pacientka dr. Hegla ... Milada Švarcová, kamarádka Karly
- 1955 – Strakonický dudák ... Kordula, Kalafunova žena
- 1970 – Úsměvné legendy o hradech a zámcích (TV seriál), Slavkov a Napoleon
- 1972 – Strýčkův sen (TV film) ... Felisata Michajlovna
- 1976 – Náš dědek Josef ... Zlámalka
- 1980 – Na koho to slovo padne ... role neurčena
- 1980 – Požáry a spáleniště ... Mašková
- 1987 – Profesor Popelnice (TV film)
- 1995 – Detektiv Martin Tomsa (TV seriál) … role neurčena

### Rozhlas
- 1963 – Milan Uhde: Komedie s Lotem – režie Olga Zezulová [1]
- 1964 – Karel Tachovský: Kudy bloudí Odysseus – režie Olga Zezulová – penelopé[1]
- 1964 – Eduardo de Filippo: Včera, jednou, tenkrát – režie Olga Zezulová – žena metaře[1]
- 1966 – Adolf Hoffmeister: Nevěsta – režie Miroslav Nejezchleb – představená[1]
- 1967 – Eduardo de Filippo: Bolest pod zámkem – režie Olga Zezulová – paní Pavla[1]
- 1967 – Věra Podhorná: Červená náušnice – režie Jiří Valchař – žena[1]
- 1968 – Yvetta O'Gragganová: Vyprávění, které nic neskrývá – režie Olga Zezulová – Daloorová[1]
- 1968 – Karel Poláček: Hostinec u Kamenného stolu – režie Miroslav Nejezchleb – radová Dynderová[1]
- 1969 – Ludvík Kundera: Vojvodovy narozeniny – režie Miroslav Nejezchleb – rezolutní žena[1]
- 1969 – Ilja Ilf a Jevgenij Petrov: Rytíř zlatého rouna – režie Miroslav Nejezchleb – sestra[1]
- 1970 – Pavel Hejtman: Pátrací skupina zasahuje 1/7 (4. Čtyři miliony) – režie Miroslav Nejezchleb – paní Karásková[1]
- 1970 – Károly Szakony: Podnájem a filodendron – režie Olga Zezulová – domovnice[1]
- 1971 – Stanislav Šusta: Tygři kontra Medvědice – režie Jiří Valchař – matka[1]
- 1971 – Jaroslav Skřítecký: Jmenovaná Marie Pokorná – režie Jan Tůma – Pokorná,matka[1]
- 1972 – Gerhard Rentách: Amulet (1/6) – režie Jan Tůma – Kristina Grafová[1]
- 1973 – István Örkény: Kočičí hra – režie Jan Tůma – Pavla[1]
- 1974 – 1989 Jak se máte Vondrovi? (seriál)[1]
- 1979 – Jiří Křenek: Dovolená za babku – režie Olga Zezulová – babička[1]
- 1979 – Jak se máte Vondrovi? (seriál 1974–1989) Případ nezodpovědného trenéra – matka Mirky Šercové[1]

### Divadlo

#### Divadlo Akropolisna Žižkově
- 1939 Vdavky Nanynky Kulichovy
- 1939 Josef Kajetán Tyl
- 1940 Malé štěstí ve velkém městě

#### Státní divadlo Ostrava (1948–1952)
- Radúz a Mahulena – Mahulena